# Histoire de Wrocław
 (juin 2014).
Si vous disposez d'ouvrages ou d'articles de référence ou si vous connaissez des sites web de qualité traitant du thème abordé ici, merci de compléter l'article en donnant les références utiles à sa vérifiabilité et en les liant à la section « Notes et références ».
 (juillet 2015).
Le contenu est difficilement compréhensible vu les erreurs de traduction, qui sont peut-être dues à l'utilisation d'un logiciel de traduction automatique.
Pour un article plus général, voir Wroclaw.

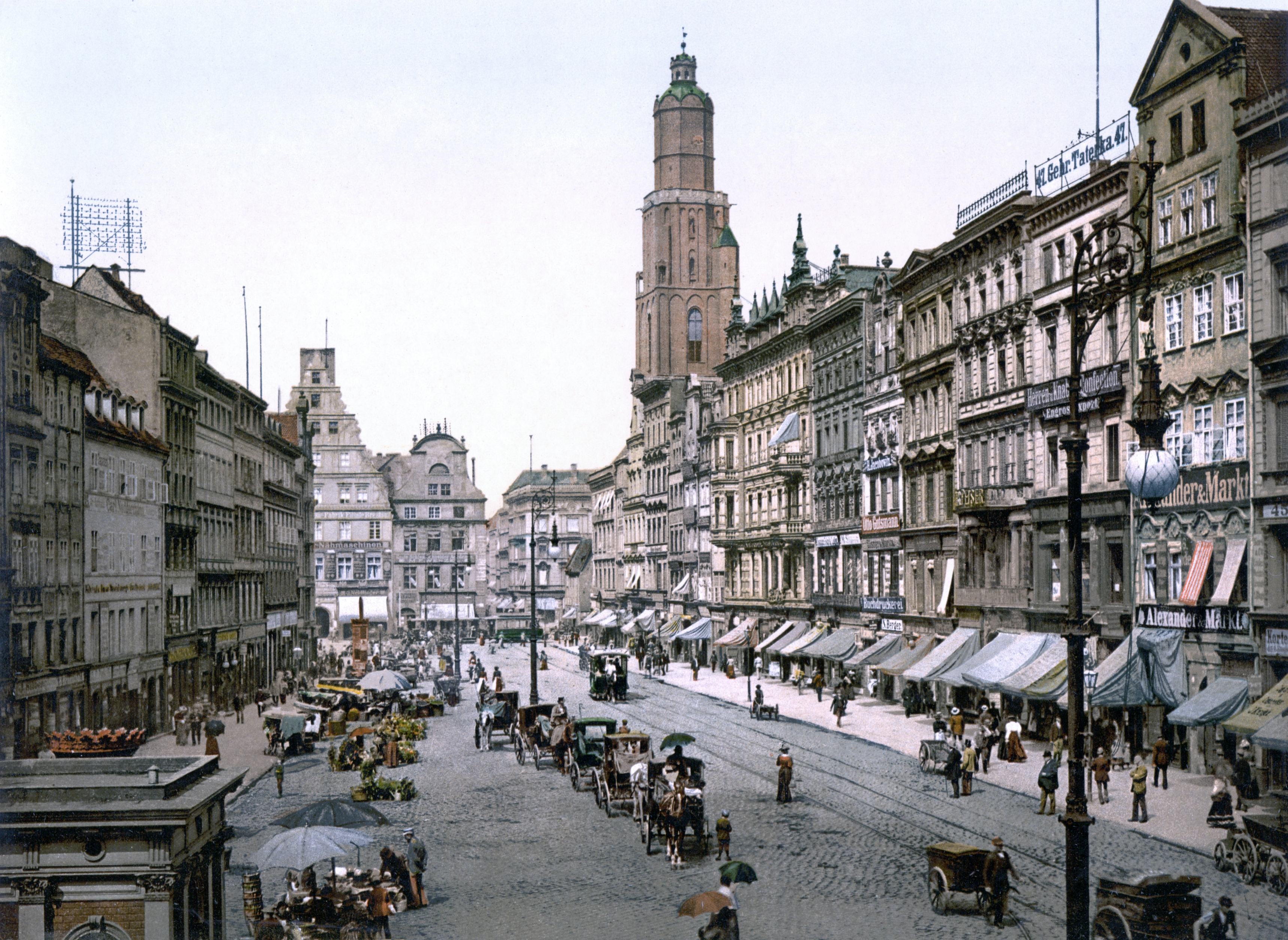
Marché de Breslau dans les années 1900

Cet article présente les faits saillants de l'histoire de Wrocław, la quatrième ville de Pologne par sa population (633 000 habitants), la cinquième par sa superficie (293 km2), et l'une des plus anciennement fondées (vers le IXe – Xe siècle).
Aujourd’hui, Wroclaw est le chef-lieu de la voïvodie de Basse-Silésie.

## Signes distinctifs
Le grand sceau de la ville représente son patron, saint Jean-Baptiste, et la mention Wratislaviae sigillum civitatis, tandis que Wrezlawe est un nom simplifié de la ville donné en 1175. Les textes postérieurs montrent que les noms de la ville furent Wrocisław en polonais, Vratislav en tchèque ou Prezla en moyen haut-allemand ce qui signifie la ville de Wrocisław/Vratislav.
Le nom polonais fut ensuite simplifié phonétiquement en deux étapes : Wrocisław→Wrotsław→Wrocław, et ce dernier fut utilisé jusqu'au XIIe siècle. La version tchèque fut utilisée dans les documents latins, Wratislavia ou Vratislavia, mais la prononciation polonaise fut également influente comme on le voit dans la prononciation tchèque de Wracislavia. La version allemande du nom (Presslaw dans les documents plus anciens) — Breslau (à l'époque de la domination prussienne) — fut utilisée comme nom officiel de la ville du XIVe siècle, jusqu'en 1945. En dialecte silésien de l'allemand la ville s'appelait Prassel.
Les croyances traditionnelles veulent que le nom de la ville provienne d'un personnage appelé Wrocisław/Vratislaw, bien qu'il n'existe aucun lien prouvé avec le duc de Bohême Vratislav Ier de Bohême. Il est également possible que la cité se soit appelée ainsi en fonction d'un seigneur d'une tribu silésienne (cf. ci-dessus l'inscription sur la monnaie, datée du Xe siècle, trouvée lors de fouilles archéologiques). Il existe également une autre version qui voudrait que son nom provienne d'un duc polonais appelé Wrócisław, ce qui en vieux polonais veut dire « celui qui reviendra glorieux ». Le premier bourg (civitas du Géographe de Bavière du IXe siècle) fut érigé sur les quartiers actuels de Ołbin et Ostrów Tumski (île de la Cathédrale).
Noms de la ville en langues étrangères :
- Breslau en allemand
- Vratislav en tchèque
- Vratislavia en latin
- Boroszló en hongrois
- Breslavia en italien et espagnol.

## Origines de Wrocław

### Un endroit privilégié
Le premier établissement fut localisé juste après le long, marécageux et difficile à traverser segment du fleuve qui se divise à cet endroit en créant une dizaine d'îlots constituant un gué naturel et un abri aux bergers et pêcheurs qui longeaient ses rives. Autre raison de cette localisation est sa position « internationale » au carrefour des deux axes de communication : la voie terrestre est-ouest reliant l'Europe à la mer Noire (à mi-chemin entre Bruxelles et Kiev) et la voie d'eau sud-nord reliant le système danubien à la mer Baltique (à mi-chemin entre Uppsala et Tarente). Il est néanmoins difficile d'affirmer l'existence sans interruption d'un bac depuis l'époque romaine (la voie d'ambre qui partait depuis Aquilée, passait par la porte de Moravie, Calisia-Kalisz pour atteindre les rivages de la mer) jusqu'aux premiers établissements médiévaux (cf. la localisation de Paris).
Le massif des Sudètes – plus particulièrement celui des monts Géants (Karkonosze) -, distant d'à peine une centaine de kilomètres au Sud, riches en minerais comme le fer, qui avait attiré les Celtes, mais aussi charbon, plomb, étain, cuivre, or et argent, constitue une barrière franchissable seulement par un ou deux cols. De plus s'y trouvent de nombreuses sources minérales qui depuis l'époque préhistorique fascinaient les adorateurs de la nature jusqu'aux adeptes des cures thermales modernes. La « bourgade insulaire » devint naturellement un centre de commerce et de transport de ces richesses.

### Les Celtes
Après la période néolithique se développent dans la région deux cultures successives de bronze, celle de Unetice (ca 1800-1400 av. notre ère) et celle de Lusace (ca 1300-400 av. notre ère). La présence des Celtes (occultée, voire niée par les idéologues nazis et communistes), associés à l'âge du fer, sur ces terrains n'est plus mise en cause aujourd'hui par la majorité des scientifiques bien que l'école prussienne qui dominait à partir de 1850 jusqu'en 1945 et l'école « autochtoniste » polonaise (1945-1990) n'eussent l'intention d'y consacrer l'espace et le temps.
La civilisation celtique parvint à la Silésie depuis la Bohême au IVe siècle avant notre ère et s'y maintint pendant deux siècles en prolongeant son influence au-delà de cette césure. Les preuves incontestables de sa présence sont les résultats des fouilles archéologiques polonaises dans les environs comme les colliers typiques de la culture du Tène (le Tène étant une localité au bord du lac Neuchâtel), bijouterie en verre et céramique décorée (à Karńcza Góra-Kentschken), les 23 tombes de guerriers, pleines d'épées en fer (à Sobocisko-Zottwitz), et les trésors de monnaies celtiques (à Brzezinka Sredzka-Klein Bresa) ou encore la présence d'une haute colonne celtique en calcaire près du sanctuaire de la montagne Ślęża, Mons Silensis du chroniqueur Tiethmar au sud-ouest (à Sobótka-Sobten).

### Les Vénètes
Entre 200 avant notre ère et 600 de notre ère, le bassin de l'Oder entra dans la période dite des Vénètes qui possède une culture archéologique à l'aspect « principalement » celtique. Celle-ci et la suivante, celle de Przeworsk (de nombreuses trouvailles aux environs du "Bourg insulaire") se distinguaient par le progrès rapide du travail de fer et de la fabrication d'armes. Ces changements sont liés au début de la période de grandes difficultés dues aux invasions et passages des peuples nomades décrits par les auteurs antiques (Hérodote, Strabon, Pline le Jeune et Tacite) : les Scythes, peuple d'Asie centrale, les Sarmates, peuple caucasien (Tacite les décrit avec un dégoût non caché, en parlant de leur influence néfaste sur les Vénètes).
La découverte d'une tombe en 1886 au nord-est du « Bourg insulaire », contenant, à part les squelettes d'un prince, sa femme et son enfant, la bijouterie en or et argent, la vaisselle en bronze et verre coloré ainsi que les monnaies romaines et sarmates en forme de boucle et les objets provenant du Pont septentrional fit sensation. Les archéologues du Reich allemand y voyaient les preuves de la présence germanique dès cette époque et, sans hésitation, ils classèrent la famille du défunt prince parmi le peuple Vandale.

### Invasions germaniques
Les invasions des peuples germaniques (Goths, Burgondes, Marcomans) marquent les débuts de notre ère. Ces tribus menaient une vie plutôt sédentaire et pacifique comme les Sarmates et seulement de rares et sporadiques migrations donnaient lieu à des attaques et des pillages des installations autochtones. La donne change à l'arrivée des Vandales provenant du Jütland septentrional (région de Vensyssel). Une fois installés dans les cours, inférieur de la Vistule et inférieur et moyen de l'Oder, leur séjour en Silésie est associé aux échanges intenses avec les Romains (les esclaves et l'ambre contre les objets en verre et les monnaies). En 406, sous pression de la vague migratoire les Vandales rejoignirent les Goths, Suèves et Alains et entreprirent une audacieuse invasion de l'Empire romain. Les invasions des Huns contribuèrent au dépeuplement de la région (cf. Procope).
Au milieu du Ier millénaire avant notre ère la liste des groupes culturels, tribus et peuples, qui habitaient le "Bourg insulaire" ou ses environs atteint le chiffre de 20 (peuple de la céramique à corde, peuples des cultures de Jordanów, de Unetice, de Lusace, de Bylany, celtique sans précision, de Vénètes, de Przeworsk, mais aussi celle des Scythes, Sarmates, Marcomans, Vandales, Goths, Huns, Gépides et Slaves indéterminés). À chaque étape les arrivants se confondaient avec les autochtones pour les remplacer à la fin. La question du peuplement de la Silésie a été l'objet des thèses et débats, souvent marqués idéologiquement par le nationalisme, entre les chercheurs allemands et polonais. Alors que les historiens du Reich allemand n'y voyaient que des peuples germaniques, goths et vandales, les autres peuples leur échappant, les historiens nationalistes polonais de l'école « autochtoniste » sont arrivés à la conclusion que la préhistorique culture de Lusace non seulement fut l’œuvre des "Proto slaves", mais aussi que leurs soi-disant représentants slaves étaient les seuls « autochtones » de la région. Les besoins politiques ont enfermé beaucoup de scientifiques dans ces positions qui ont imprégné la conscience nationale des deux voisins, jusqu'en 1945, ennemis séculaires. Les Tchèques pourraient aussi légitimer l'appartenance de la ville à la Bohême, d'autant plus facilement que la région fut déjà sous son influence à l'époque préhistorique (cf. les cultures archéologiques) jusqu'en 990 et ensuite à partir du XIVe jusqu'à la première moitié du XVIIIe siècle.

### Les nomades slaves
Les premiers nomades slaves seraient arrivés dans le bassin de l'Oder au tournant du Ve et du VIe siècle de notre ère. Ils pénétraient cette région progressivement ainsi que le firent les peuples antérieurs. La présence plus tangible des « Croates blancs » est confirmée à partir de la première moitié du VIe siècle par les chroniqueurs arabes et l'empereur byzantin Constantin Porphyrogénète ainsi que par Alfred le Grand (la "Croatie blanche" s'étendait à cette époque sur les terrains nord-ouest des Carpates, de la Petite Pologne, de la Silésie et de la Bohême orientale).
Vers 635, l'empereur Héraclius invita les « Croates blancs » à entrer dans l'Empire afin qu'ils l'aidassent à chasser les Avares. Selon une des hypothèses ce seraient les Sarmates slavisés. L'espace abandonné par ces derniers fut occupé durant un siècle par 7 ou 8 tribus dont les noms se sont conservés en version latine ou slave dans la topographie locale. Les tribus silésiennes (Slężanie) subirent, peu de temps après leur installation, l'expansion du royaume de Grande-Moravie, christianisé par Cyrille et Méthode puis détruit par les invasions magyares. La mission constantinopolitaine, arrivée dans la capitale Nitra en 863, aurait envoyé un certain « Oslav » en Silésie alors que des princes slaves transcarpatiques y seraient venus afin d'être baptisés. Le successeur de l'État morave, la dynastie des Přemyslides de Bohême reçut finalement le baptême de Rome avant la victoire commune aux Champs de Lech (955) sur les Magyars, remportée par Otton Ier de Germanie et Boleslav le Cruel. La Silésie se trouva sous l'autorité tchèque.

### La christianisation
Le plus ancien objet archéologique d'origine tchèque trouvé dans le "Bourg insulaire" est une monnaie avec l'inscription "Vratsao" datée du temps du prince Boleslav le Cruel et qui confirme l'autorité de Bohême sur la Silésie. Mais il est fort probable que la domination tchèque est antérieure de deux ou trois décennies et remonterait au prince Vratislav Ier (915-921) et son nom, dans sa version non écrite, constitue l'origine du nom contemporain du "Bourg insulaire". L'hégémonie tchèque dut prendre un aspect assez lâche mais ses conséquences politiques furent d'une lourde gravité : la diffusion des influences germaniques et le renforcement du christianisme dans la région. La christianisation des Slaves faisait entrer en compétition trois pôles, ceux de Byzance, de Rome et du jeune et dynamique Saint-Empire, consolidé par la dynastie saxonne. La Bohême hésita longtemps entre Constantinople et la latinité romaine mais après la chute de l'État de Grande-Moravie et l'assassinat de saint Venceslas en 929, l'influence allemande prit le dessus et ainsi fut créé un évêché à Prague dépendant de la métropole mayançaise.
En 950, Boleslav Ier dut reconnaître la suzeraineté de l'empereur germanique. La christianisation des Tchèques par les Allemands signifiait dans l'avenir la perte de l'indépendance. Le prince des Polanes, Mieszko, dut affronter le même problème. Son mariage avec la princesse tchèque Dobrava lui permit de se soustraire au margrave de la Ostmark, Wichman, et par ce biais au pesant pouvoir du Saint-Empire. Le chroniqueur allemand Diethmar de Merseburg ne le perçoit que comme un païen posé sur un piédestal. C'est d'ailleurs dans sa chronique que le "Bourg insulaire" fut mentionné pour la première fois à propos de Jean (Johannes Wrotizlaensis episcopus) à la tête d'un évêché, créé lors de la rencontre à Gniezno, entre le prince polonais Boleslav Ier le Vaillant (992-1025, fils de Mieszko Ier) et l'empereur Otton III, où ils consacrèrent les reliques du martyr tchèque Adalbert en l'an 1000.
Cette rencontre fut fondamentale car elle prenait acte de l'indépendance de la Pologne englobant à peu près les territoires d'aujourd'hui à l'exception de la Prusse orientale. Le prince reçut le titre royal et on créa d'autres évêchés en reconnaissant leur dépendance de la nouvelle métropole de Gniezno. L'évêché de Wrotizla y resta attaché jusqu'en 1821.

## Dans le royaume de Pologne (990-1138)
Vers 990, la ville comme le reste de la Silésie, fut perdue par la couronne de Bohême, et passa sous la domination polonaise des Piast, (Mieszko Ier puis Boleslas Ier le Vaillant).
En l'an 1000, lors de leur rencontre à Gniezno, l'empereur Otton III et Boleslas Ier le Vaillant décidèrent d'y fonder un évêché. On érigea peu après la première cathédrale. Bien que Wrotizla/Wrocław existât depuis bien avant cette date - et considérant le manque d'informations précises sur sa création - c'est en l'an 2000 que fut célébré son millénaire.
La ville partagea désormais l'histoire de la Silésie. Elle en était la principale ville marchande, ainsi que son plus grand centre administratif. Une longue période de chaos en Pologne suivit la mort de Boleslas Ier le Vaillant et des rébellions païennes éclatèrent en Silésie.
La ville connut une insurrection anti-chrétienne de quatre ans lorsque les Piast entrèrent en décadence et, aux environs de l'année 1038, Wrotizla/Wrocław tomba sous la domination du prince Bretislav Ier de Bohême. L'évêque de la ville fut alors contraint de fuir, et jusqu'à la restauration de l'évêché en 1051 il résida probablement à Smogorzewo près de Namysłów. De cette époque nous sont parvenus des restes d'un temple païen datant de 1030. Wrotizla/Wrocław ainsi que la Silésie passèrent à nouveau sous la domination polonaise en 1054 sous le règne de Casimir Ier le Restaurateur.
L'empereur Henri V et ses alliés de Bohême décidèrent d'attaquer la Pologne en 1109 et furent arrêtés à la bataille de Psie Pole (aujourd'hui un arrondissement de Wrocław).

## Le duché deSilésie(1138-1335)
La ville devint la résidence de Ladislas II le Banni en 1138, après le démembrement de la Pologne à la suite du testament du roi Boleslas III le Bouche-Torse, et la capitale du duché de Silésie.
La construction du château princier sur la rive gauche de l'Oder, en face d'Ostrów Tumski (aux environs de l'actuelle niversité de Wrocław) et l'édification autour de celui-ci des premières habitations, ont été le point de départ du déplacement du centre-ville vers la rive gauche du fleuve. Ostrów Tumski est passé, au fil du temps, sous la possession de l'Église. Le dernier duc de Silésie à y résider de façon permanente fut Henri IV le Juste.
La ville dut être évacuée en 1241 à cause des invasions tataro-mongoles et fut incendiée par les envahisseurs. Elle se retrouva alors dans le Saint-Empire romain germanique, à la suite de l'hommage vassalique de Henri IV le Juste rendu, selon certains historiens, à Rodolphe Ier de Habsbourg. En 1261 la cité est refondée sur le droit de Magdebourg et est gérée par un conseil communal. La ville ayant reçu une forme d'autonomie conçut un plan en damier de rues et au centre, un nouveau marché et devint membre de la Ligue hanséatique. Tout en étant dirigée par des ducs issus de la dynastie polonaise des Piast pendant la plus grande partie du bas Moyen Âge la cité se repeupla majoritairement d'Allemands.
Le développement fut stimulé par de nouveaux privilèges. Par exemple Henri IV le Juste octroya à la ville le droit d'entrepôt en 1274 (c'est le privilège le plus ancien de ce type connu en Pologne). La dynastie des Piast s'étant éteinte en 1335 avec la mort d'Henri VI le Bon, le duché de Wrocław fut annexé par la couronne de Bohême.
- Liste des ducs de Silésie

## Sous la couronne de Bohême (1335-1526)

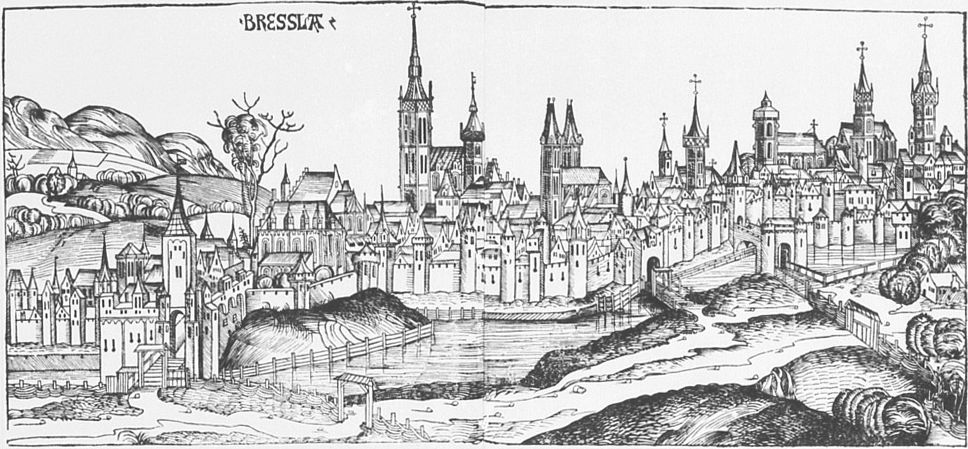
Illustration de Wretslaw

La première mention de l'existence d'une horloge sur la tour de l'hôtel de ville date de 1362. La ville est dotée de son premier système de distribution des eaux en 1387.
L'année 1416 voit la fin de la construction de la cathédrale gothique. La ville connaît alors un essor important du commerce. De 1469 à 1490, Wretslaw ainsi que toute la Silésie fait partie de la couronne hongroise et la ville se retire de la Ligue hanséatique en 1474. Entre 1490 et 1513 elle mène une guerre douanière contre la Pologne et principalement la ville de Cracovie.
La première description de la ville est publiée en 1493 dans les chroniques de Hartmann Schedel.
Deux faits viennent éclairer l'importance des revenus puisés du commerce. En 1381, l'évêque de Wretslaw excommunie toute la ville en réponse à la saisie du chargement de barriques de bière destiné à un chanoine du chapitre de la cathédrale qui avait été ordonnée par le conseil des bourgmestres, considérant cela comme une atteinte à son monopole de vente. Même l'intervention sur place de Venceslas IV ne fait pas céder l'évêque. Le roi fâché autorise alors le saccage, par ses courtisans et les bourgeois de la ville, des maisons ecclésiastiques à Ostrów Tumski (« guerre de la bière », 1380-1382). Une insurrection des artisans de Neumarkt (Nowe Miasto) éclate en 1418 (elle prend naissance dans l'église Saint-Clément, église polonaise de la ville) contre la politique d'exploitation fiscale du conseil des bourgmestres (Stadtrat). L'hôtel de ville (Rathaus) est envahi par une foule menée par les bouchers et des membres du conseil des bourgmestres sont décapités ou défenestrés du haut de la tour. Venceslas IV rétablit le calme et vingt-sept meneurs de la rébellion sont exécutés.
En 1517 des pasteurs protestants vratislaviens comme le docteur Johann Hess (ancien collaborateur de l'évêque Jean Turzon, savant et humaniste), Georges Sauermann, Ambroise Moiban nouent des relations étroites avec Martin Luther. On imprime ses sermons et écrits dans la ville, pendant que le conseil des bourgmestres soutient les principes de la Réforme en limitant efficacement les revenus et l'influence des ecclésiastiques catholiques sur le territoire soumis à sa juridiction. Finalement, le luthéranisme parvient à s'installer dans cette population en majorité allemande. Breslau devient luthérienne sans grand bouleversements ni combats acharnés contre le clergé catholique, grâce à l'attitude du successeur de Jean Turzon, l'évêque Jacob Salza qui, cédant aux exigences du conseil, voulait préserver Ostrów Tumski (l'île de la Cathédrale). En 1523, le pasteur Johann Hess dirige le premier office protestant de la ville en l'église de la Madeleine.
En 1526, Louis II de Hongrie et de Bohême meurt à la bataille de Mohács, Wretslaw/Breslau et toute la Silésie passent aux mains des Habsbourg.

## L'administration desHabsbourg(1526-1741)

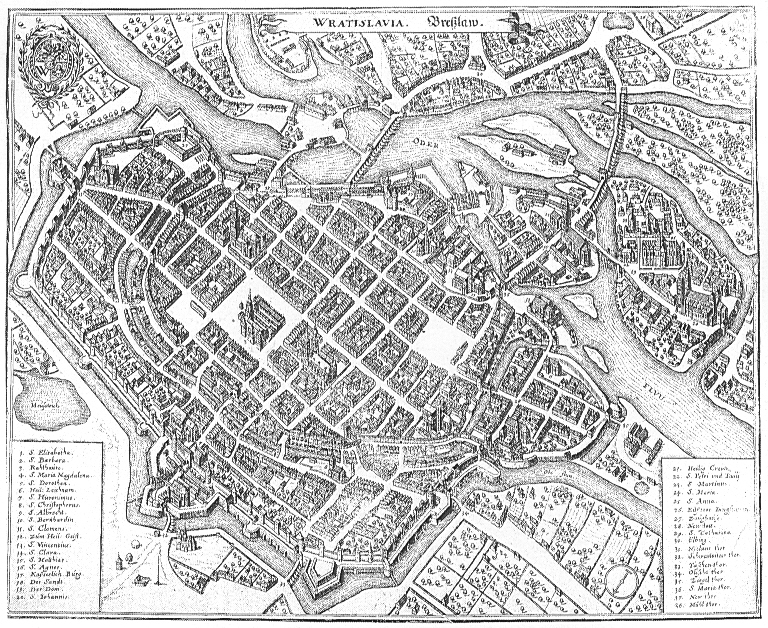
Breslau dans la seconde moitié du XVIIe siècle

Les habitants de la ville, même si certains avaient des ancêtres polonais, utilisent désormais tous la langue allemande au début du XVIe siècle et se convertissent dans leur écrasante majorité également au protestantisme luthérien pendant la Réforme. La Contre-Réforme catholique menée par la couronne autrichienne appuyée par les jésuites, qui s'installent au collège Saint-Matthias, renverse la tendance par la suite.
Jusqu'au XVIe siècle, Presslaw/Wrocław ne possédait pas le privilège impérial de faire usage d'un blason propre. Le 12 février 1530 l'empereur Charles Quint et la chancellerie praguoise du roi de Bohême et de Hongrie Ferdinand Ier dressent l'acte héraldique qui institue le nouveau Blason de la ville, et le 10 juillet 1530, l'empereur Charles Quint confirme ce privilège.
La fin du siècle d'or est alors synonyme du commencement de la guerre de Trente Ans (de 1618 à 1648), qui bien qu'elle ne détruisît pas la ville directement, endommagea fortement ses environs. La ville se redresse lentement après les traités de Westphalie et voit l'extinction des dernières lois instaurées par les Piast en 1675. La monarchie des Habsbourg hérite pleinement de la ville et reconvertit la population au catholicisme. L'empereur Léopold II donne à la ville un collège jésuite (Academia Leopoldina) en 1702 : c'est le début de la fondation de l'université.
La mort de Charles VI et l'avènement sur le trône de sa fille, Marie-Thérèse ouvre la période des guerres de Silésie qui débute en 1740. En effet Frédéric le Grand, roi de Prusse envahit en décembre la Silésie avec une armée de 100 000 hommes. La paix signée en 1742 donne à la Prusse deux riches provinces (la Haute et la Basse-Silésie) ce qui lui permet de doubler pratiquement la population du royaume de Prusse. Deux autres guerres seront nécessaires pour l'acquisition définitive de la Silésie par la Prusse (1763).

## De la Prusse à l'Allemagne (1741-1939)

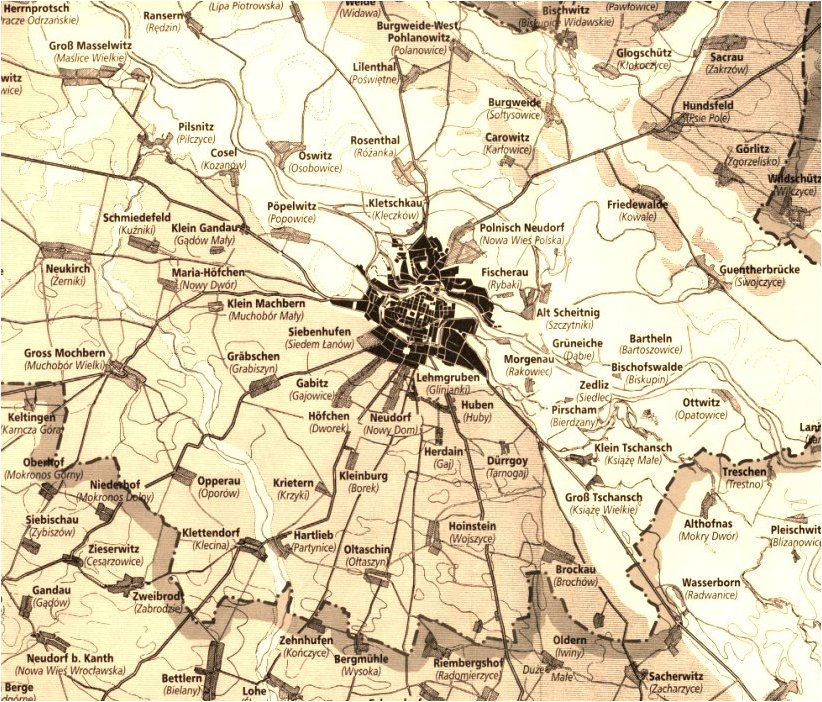
Ville de Breslau et ses alentours (aujourd'hui quartiers de Wrocław) en 1900
Source : http://www.breslau-wroclaw.de http://www.breslau-wroclaw.de

Les guerres de Silésie (1740-1763) n'endommagent que faiblement la ville, mais son annexion par la Prusse signifie la perte de tous les privilèges acquis à l'époque. En contrepartie, Breslau reçoit le titre de ville royale, faisant d'elle (après Königsberg et Berlin) la troisième résidence royale, (all. Königliche und Residenziale Hauptstadt Breslau). La population est libérée du service militaire.
En 1806, François II, devant l'avancée de la Grande Armée de Napoléon dépose son titre impérial, ce qui dissout le Saint-Empire romain germanique. Le nom de la ville, orthographié « BRESLAW », figure sous l'Arc de triomphe de l'Étoile.
Entre 1806 et 1808 sur ordre des troupes napoléoniennes qui occupent la ville, on détruit le mur d'enceinte de la ville, ce qui fut un atout considérable pour son développement, auquel contribue également le retour des élections générales libres pour élire le conseil municipal en 1808. La fusion en 1811 du collège jésuite (Leopoldina) et de l'université protestante de Francfort-sur-l'Oder (Viadrina) transférée à Breslau donne naissance à l'université de Breslau qui comptait alors cinq facultés. (Universitas Litterarum Wratislaviensis). Frédéric-Guillaume III de Prusse y prononce un discours en 1813 resté fameux : « An Mein Volk » (« à mon peuple ») qui donne le signal pour rejoindre les troupes russes et combattre Napoléon. En 1821, le pape Pie VII soumet l'évêché de Breslau à la tutelle directe du Saint-Siège. Le XIXe siècle concrétise l'essor rapide de la ville et de son industrie : la mise en service en 1840 de la première ligne d'omnibus et deux ans plus tard de la ligne de chemin de fer Breslau - Ohlau (aujourd'hui Oława), rapidement prolongée vers la Haute-Silésie (Górny Śląsk), où elle est reliée à la ligne Vienne-Varsovie, en sont des exemples. En 1856, la ville se dote de la plus grande gare d'Allemagne, construite par l'architecte Wilhelm Grapow dans un style néo-gothique, très prisé à cette époque-là. Dix ans plus tard, le même conçoit une autre gare moins spectaculaire, mais très importante, car reliant la ville au nouveau bassin industriel du royaume, la Haute-Silésie, alors que la première gare datant de 1843 est reconstruite selon les plans de l'architecte Karl Lüdeck dans un style plus classique.
En 1871, Breslau devient la sixième ville de l'Allemagne unifiée en un nouvel Empire et un centre industriel de première importance ; sa population triple entre 1860 et 1910 pour atteindre le demi-million.
On y voit apparaître, de 1877 à 1910, les premiers tramways à traction animale.
L'année 1905 fut celle de la terrible inondation de l'Oder, ce qui a pour conséquence le début des travaux d'aménagement des canaux. En 1913, la ville célèbre le centenaire de la victoire sur les troupes napoléoniennes en inaugurant la Jahrhunderthalle (halle du Centenaire), dans laquelle se tient une exposition pan-germanique. On construit également à cette occasion le Kaiserbrücke (pont de l'empereur, aujourd'hui pont Grunwaldzki (pont de Grunwald-Tannenberg).
Les années 1920 sont une période faste pour l'architecture moderne de Breslau. On construit entre autres les grands magasins de Petersdorf-Erich Mendelsohn (aujourd'hui DT Kameleon) ainsi que le Wertheim de H. Dernburg (aujourd'hui DT Renomma).

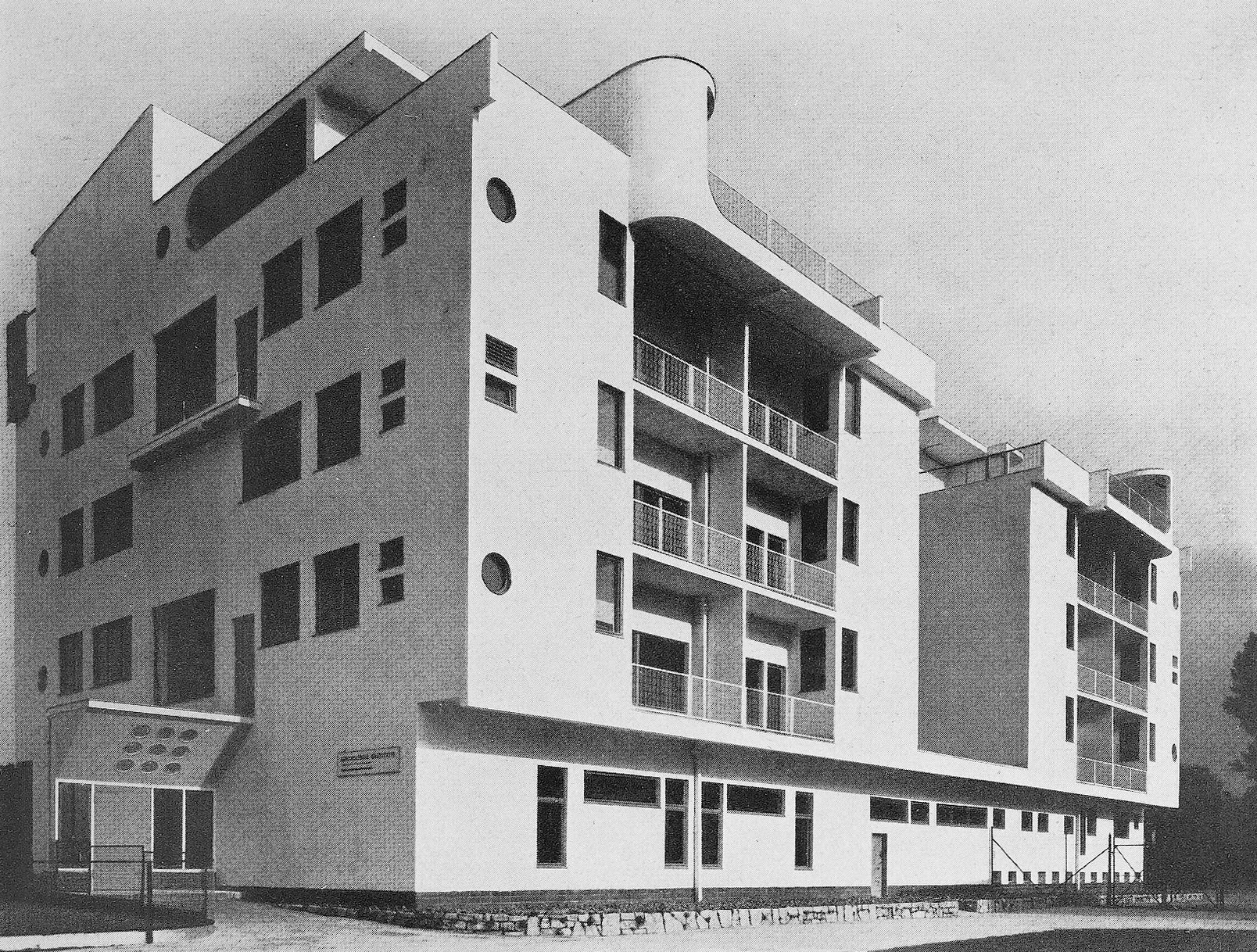
WUWA Breslau, 1929

Le diocèse de Breslau, soumis à l'autorité papale depuis 1821, est élevé au rang d'archidiocèse en 1929. En 1933, l'un des premiers camps de concentration nazis est implanté à proximité : le camp de concentration de Breslau-Dürrgoy.
Après la prise du pouvoir par les nazis, commence en 1934 une campagne de déslavisation qui consiste à remplacer les anciens noms de lieu ayant une connotation polonaise ou slave par des noms à consonance germanique. En 1938, le blason attribué à la ville par l'empereur Charles Quint fut de même échangé contre un autre dans un style plus germanique. Cette année-là la ville subit une nouvelle inondation.

## La Seconde Guerre mondiale (1939-1945)
À la veille de l'invasion de la Pologne en 1939, les troupes de la Wehrmacht se concentrent en ville. Celle-ci traverse la majeure partie de la guerre sans subir de dégâts matériels notables (bombardements alliés) jusqu'en janvier 1945, à la différence des villes allemandes situées plus à l'Ouest.

### 1941-1944
Entre 1941 et 1944 la plupart des Juifs habitant la ville (environ 10 000) sont déportés et disparaissent dans les camps nazis (surtout Kowno, Theresienstadt et Auschwitz).
Le 25 juillet 1944, la ville est élevée au rang de la Forteresse de Breslau (en allemand Festung Breslau) sur l'ordre de Hitler et son Festungskommandant, le général Johannes Krause arrive fin septembre 1944, alors que presque un million de personnes (habitants de la ville et réfugiés) y vivent. Les premiers réfugiés étaient des ouvriers allemands (200 000) évacués pour échapper aux bombardements alliés avec leurs usines (Breslau était protégée des aérodromes de Grande-Bretagne par la distance).
Puis arrivent les travailleurs forcés : 43 953 en 1943 et 51 548 en 1944, tchèques, polonais, ukrainiens, français, russes et juifs dont on taisait l'existence dans les brigades de travail des camps. Viennent ensuite les prisonniers de guerre : de 5 538 en 1941 à 9 876 en 1944, dont 2 857 Britanniques.

### 1945
Le Gauleiter Karl Hanke donne l'ordre d'évacuation fin janvier 1945. Il s'agissait d'évacuer plus des deux tiers des habitants. Un chaos total saisit la ville. Ce jour-là 60 000 femmes et enfants sortent de la ville par −20 °C en se joignant à la foule des 600 000 fugitifs silésiens. Les parcs de Breslau se transforment en cimetières. On évacue hommes, archives, écoles et objets de valeur vers le sud et l'ouest. Près de 90 000 civils périssent pendant cette évacuation. Les survivants remplissent les rues de Dresde peu de temps avant son bombardement par l'aviation alliée, le 14 février 1945.
Selon la rumeur locale, un train transportant des biens, notamment juifs, pillés par les Allemands dans la ville de Breslau, aurait été abandonné dans un des nombreux tunnels de la région montagneuse de Basse-Silésie proche de la frontière allemande. Les entrées auraient ensuite été murées et leur emplacement oublié.
Breslau, où se trouvent encore 200 000 civils, est assiégée du 13 février au 6 mai 1945 par l'armée du 1er front ukrainien, dirigée par le maréchal Koniev. Les combats intenses entre les deux forces ennemies réduisent en cendres des quartiers entiers de la ville et les défenseurs de la forteresse (des travailleurs forcés et des civils), doivent raser la moitié d'un quartier densément peuplé (aux environs de l'actuelle place de Grunwald), afin d'y construire un aérodrome de secours (cela a coûté la vie à 13 000 personnes). Du 15 février au 1er mai, la Luftwaffe maintient un pont aérien avec le reste du Reich, accomplissant pas moins de 2 000 vols et amenant dans la ville assiégée 1 638 tonnes de matériel ; le dernier vol est celui du Gauleiter Hanke fuyant la ville à la veille de la capitulation.

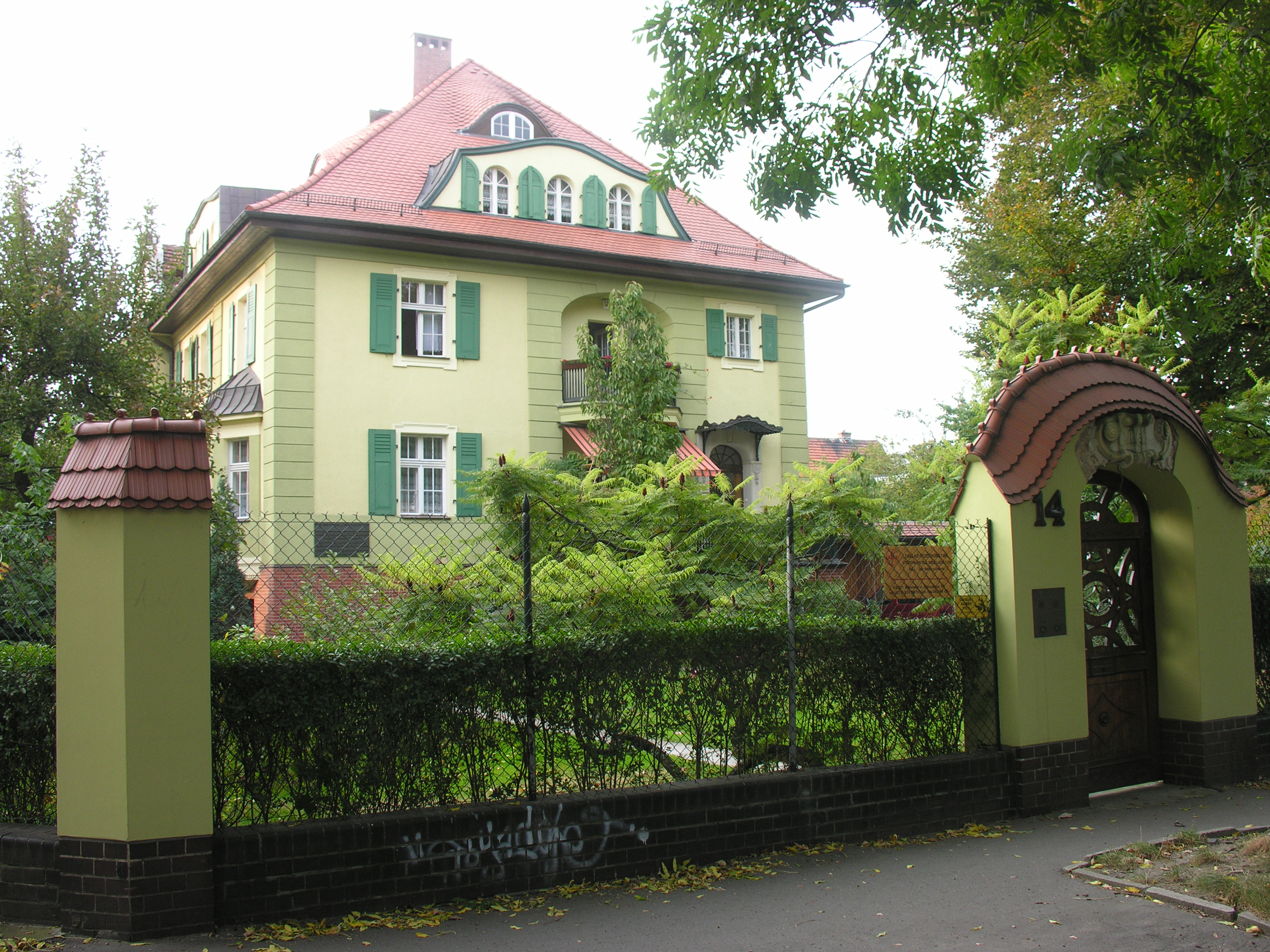
la villa Colonia, où fut signée la capitulation (6 mai 1945)

Le nouveau chef de la forteresse, le général Niehoff, après des négociations avec le général Głuzdowski signe l'acte de capitulation de Breslau, le 6 mai 1945.
C'est la dernière ville-forteresse à tomber, quatre jours après la chute de Berlin) et deux jours avant la fin de la guerre en Europe. La défense aura duré quatre-vingts jours et aura retenu sept divisions de l'ennemi. Les conditions de la capitulation prévoient un traitement correct des troupes allemandes par les Russes. Le général Głuzdowski garantit des soins médicaux, le respect de la personne humaine ainsi que le rapatriement immédiat aussitôt la fin de la guerre proclamée. Aucun de ces engagements soviétiques n'est appliqué. La plupart des prisonniers de guerre sont envoyés dans des goulags, d'où la moitié ne reviendra jamais.

## La renaissance de la ville

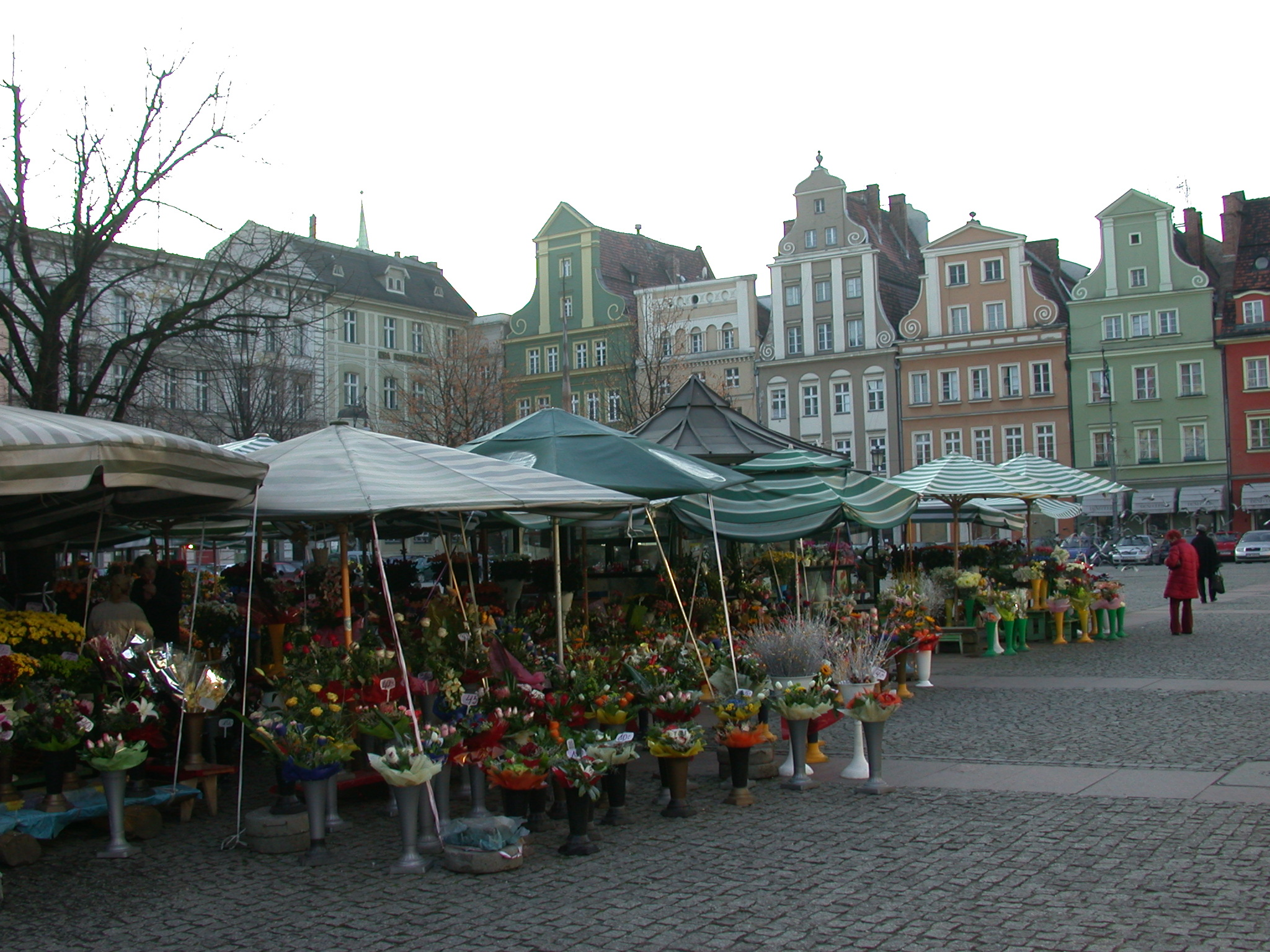
Place Solny (Plac Solny)

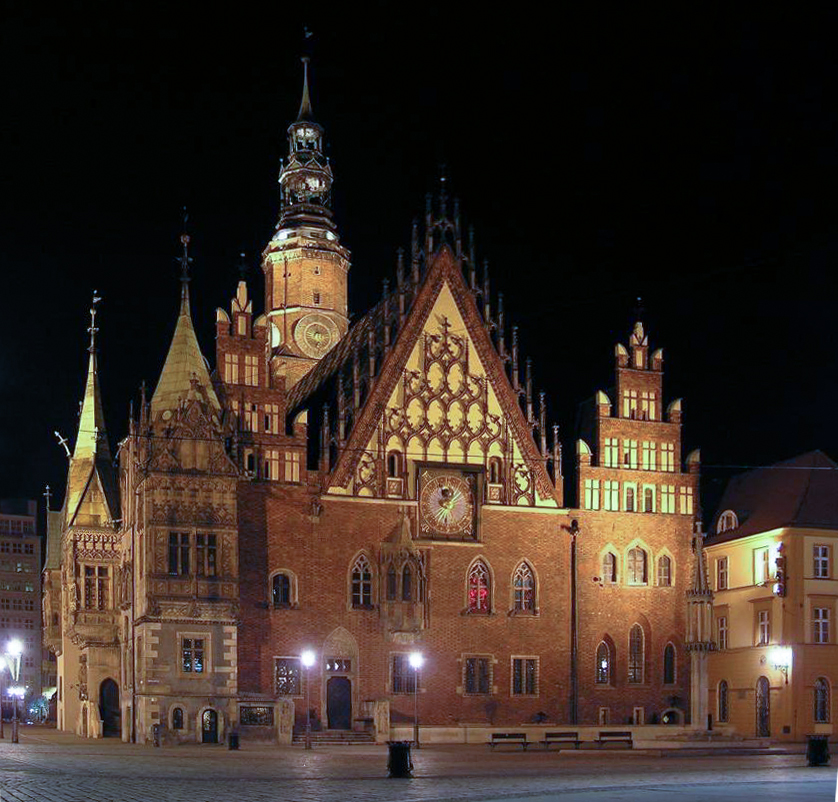
L'hôtel de ville

### Une ville occupée au futur incertain
À la fin de la guerre, 70 % de la ville était entièrement détruite : 70 des 104 bâtiments de l'Université, 20 000 immeubles d'habitation, les places stratégiques comme le palais des Hatzfeld (Oberpraesidium de Hanke), la Sternloge (quartier SS), la Bibliothèque universitaire (Festungkommandantur), le Neumarkt (batteries antiaériennes) sont transformés en tas de décombres. Les quartiers centraux, du Sud et de l'Ouest, sont défigurés par les squelettes des immeubles d'habitation et de commerce incendiés.
Des anciens habitants de Breslau, il ne restait que fugitifs, prisonniers de guerre et invalides. Le chiffre exact des pertes humaines ne sera jamais connu, mais on l'estime à 6 000 soldats tués et à 23 000 blessés. Quant aux civils, on est en face d'une large fourchette d'estimation : entre 10 000 et 80 000 dont 3 000 suicidés. Les pertes soviétiques sont estimées à 65 000 dont 8 000 tués.
Les vainqueurs incendient la ville dès le 7 mai. Les trafiquants pillent les maisons en chassant leurs habitants effrayés puis répandent de l'essence en provoquant des incendies qui s'éteignent au bout de quelques semaines. Ainsi disparaît l'inestimable collection de livres de la bibliothèque universitaire transférée à l'église Sainte-Anne. Le 15 mai 1945, le feu réduit le musée de la place Royale en cendres et provoque une explosion qui détruit une tour de la Magdalenenekirche. Une bataille rangée de deux jours oppose deux détachements soviétiques en compétition pour la saisie du stock de nourriture allemand de la Sternstrasse. La thèse selon laquelle Breslau ne subit les destructions que pendant le siège est une fiction de l'après-guerre.
Pendant les premières semaines de l'occupation, la plupart des installations d'usine et infrastructures restées encore sur place sont « prélevées » par les Soviétiques et envoyés en URSS, comme celles de la centrale électrique principale de la ville à Kraftborn (aujourd'hui Siechnica en polonais). Toutes les machines des usines FAMO et Linke-Hofmann sont démontées. On emporte tout ce qu'il est possible d'emporter : rails de chemin de fer, lanternes de l'éclairage public, lignes électriques. Des trains de marchandises à la gare de Hundsfeld (aujourd'hui Psie Pole) sont prêts à partir pour l'Est, avec des hordes de trafiquants.
Une équipe de l'administration polonaise composée de treize personnes arrive à l'improviste le 9 mai 1945. Elle s'approprie trois bâtiments restés intacts aux 25-27 Blücherstrasse et suspend solennellement l'emblème national polonais au-dessus de la porte d'entrée. Les employés sont nommés par un Comité composé de communistes soumis à Moscou à qui Staline donne la Pologne libérée et occupée par l'Armée rouge. Son rôle est, entre autres, de soumettre les revendications polonaises sur la capitale de la Basse-Silésie aux vainqueurs de l'Allemagne nazie. Un autre groupe d'administrateurs autoproclamés se joint à l'équipe, dont le « président de la municipalité », Bolesław Drobner et l'équipe des Services de Sûreté publique communistes. Ces faits portent l'empreinte de la politique de Staline des faits accomplis et de la stratégie de la poussée soviétique à l'Ouest, jusqu'à la ligne Oder-Neisse élaborée déjà par le ministère des Affaires étrangères de l'Empire russe et de ses alliés occidentaux en septembre 1914 (qui publia une carte intitulée « Avenir de l’Europe »).
La Pologne n'a pas encore de gouvernement reconnu internationalement et la formation d'un gouvernement provisoire d'union nationale était prévue par la conférence de Yalta dans les sept semaines à venir. La conférence de Potsdam doit alors se dérouler dans trois mois. Les militaires soviétiques ne sont même pas au courant de cette démarche et c'est seulement le 13 mai que des accords sont conclus en ce qui concerne l'activité de l'administration polonaise dans le quartier général du commandant soviétique, le maréchal Koniev, à Sagan (Zagań). Cette administration doit coordonner ses activités avec celles des organismes nommés par les communistes et travaillant en parallèle: ceux du fonctionnaire plénipotentiaire du gouvernement de la République de Pologne pour la Basse-Silésie, Stanisław Piaskowski et le fonctionnaire plénipotentiaire général principal pour les « Terres recouvrées », Edward Ochab. Les administrateurs polonais reconnaissent l'un des deux groupes rivaux antifascistes afin de renforcer leur position au sein de la population allemande. Le 16 mai, le président Drobner organise un deuxième défilé (le premier avait été organisé par les Soviétiques à l'aérodrome de Pilchitz, aujourd'hui Pilczyce) sur la place Royale, débaptisée en place de la Liberté, pour les détachements (dirigés maintenant vers la Basse-Silésie) de la 2e Armée polonaise qui avait participé à la bataille de Berlin. Il s'agit alors d'effacer les défilés nazis de 1939 et 1940, et cette fois-ci les croix gammées sont foulées au pied par les vainqueurs.
La conférence de Potsdam prononce le verdict le 3 août. Trois décisions ont une importance majeure : les dirigeants des trois puissances victorieuses confirment que
- « l’ultime délimitation de la frontière occidentale de la Pologne surviendrait dans le cadre d’un traité de paix » mais la conférence n’aura jamais lieu ; *«… l’État polonais administre, en attendant le tracé définitif de cette frontière, les anciens territoires allemands situés à l’est d’une ligne partant de la mer Baltique, immédiatement à l’Ouest de Swinemünde, pour descendre le long de l’Oder jusqu’au confluent de la Neisse occidentale, puis le longe de celle-ci jusqu’à la frontière tchécoslovaque […] lesdits territoires ne devant pas être à cette fin considérés comme faisant partie de la zone soviétique d’occupation en Allemagne ». L’expression « sous l’administration » signifie qu’il ne s’agit pas d' « annexion légale » et Breslau n'est donné à la Pologne que de manière temporaire ;
- « il sera nécessaire de déplacer vers l’Allemagne – en partie ou partiellement - la population allemande restant en Pologne, Tchécoslovaquie et Hongrie […]. Tous les déplacements devant se faire de manière ordonnée et humanitaire ».

Ceci est connu du grand public, mais lorsque Churchill et Truman se rendent à Potsdam, ils sont convaincus que « Stettin et Breslau doivent rester du côté allemand ». Selon eux la « ligne Oder » suit ce fleuve jusqu’au confluent de la Neisse orientale et de ce fait Breslau doit être divisé : la partie principale de la ville demeurant allemande, la rive droite revenant aux Polonais. C’est surtout Churchill qui ne veut pas trop « gaver l’oie polonaise de nourriture allemande, de sorte qu’elle ne crève d’indigestion ». Truman n’apprécie pas que « les Polonais aient occupé cet espace sans consulter la Grande Troïka ». Le 22 juillet, six jours après leur arrivée à Potsdam, ils apprennent la nouvelle proposition de Staline à laquelle ils s’opposent exigeant une position polonaise « personnelle » qui est alors représentée par Bolesław Bierut, chef du Comité national du peuple (KRN) et officier du NKVD. Niant la présence du NKVD en Pologne et promettant « des élections plus libres qu’en Angleterre » il reste seul avec les Soviétiques face à Truman, Churchill étant parti pour apprendre sa défaite électorale. Truman finit donc par céder sur la ligne Oder-Neisse occidentale.
C’est le 30 juillet 1945 que Breslau est officiellement donnée à la Pologne qui exige l’usage du nouveau nom de « Wrocław ». Les Polonais en font alors la capitale d’une voïévodie et opèrent le changement de noms de toutes les villes de la Silésie, à commencer par Leignitz (Legnica), où les Soviétiques installent le commandement de leurs forces armées stationnées en Pologne. De jure les Territoires recouvrés ne seront reconnus définitivement que quarante-six ans plus tard…Pendant des décennies on ressentira à Wrocław un climat de provisoire !
L’Église catholique réagit plus rapidement que le gouvernement communiste, et, le 12 août 1945, le primat de Pologne, le cardinal Hlond, arrive à l’improviste comme plénipotentiaire du Saint-Siège pour annoncer au clergé allemand qu’il prend à sa charge l’administration du diocèse, et ceci quatre jours avant l’accord entre l’URSS et la Pologne concernant la renonciation par les Soviétiques des biens allemands.

### Une ville polonaise
Pendant les deux ans qui suivent la fin de la guerre, la composition ethnique de la ville change radicalement avec l'expulsion de tous les Allemands. La Breslau allemande disparaît pour céder la place à un Wrocław polonais
Pourtant pendant l’été 1945, Wrocław voit sa population allemande augmenter à cause de l’arrivée des fugitifs, nommés officiellement personnes déplacées, des régions plus à l’Est (toute la Silésie) et du Nord (Posnanie). De plus des anciens habitants de Breslau viennent de l'Ouest récupérer leurs biens abandonnés lors de l’évacuation de janvier. Beaucoup espèrent le maintien de la ville dans l'Allemagne, la conférence de Potsdam n’ayant pas encore commencé ses travaux. Ils croient que leur présence peut contribuer à la prise de décision des Alliés en ce sens. En juillet, les Allemands sont 300 000 face à 3 000 Polonais.
Cependant les expulsions forcées des Allemands et l'immigration polonaise, change la donne radicalement : en décembre 1945, les chiffres se modifient : 165 000 Allemands face à 33 000 Polonais et neuf mois plus tard la situation se renverse à jamais, à l’avantage des Polonais : 153 000 Polonais, majoritairement venus d'Ukraine, contre 28 000 Allemands.
Les instructions du Conseil de contrôle des Alliés précisent comme suit :
- "Toute la population allemande transférée de Pologne (3,5 millions de personnes) sera reçue dans les zones d'occupation soviétique et britannique […] ;
- "Le calendrier ci-dessous […] est considéré comme possible à réaliser: décembre 1945- 10 % du total; janvier et février 1946 - 5 % […]; mars 1946 - 15 % […]; avril 1946 - 15 % […]; mai 1946 - 20 % […]; juin 1946 - 20 % […]; juillet 1946 - 10 %.

Selon ces instructions, les expulsables doivent se présenter au centre de leur quartier avec seulement un bagage à main, puis ils sont dirigés vers un camp de transit : la gare de Freiburg (aujourd'hui dworzec Swiebodzki) ou à Kohlfurt (aujourd'hui Węgliniec). Ensuite ils sont placés dans des wagons à bestiaux, dans lesquels ils voyagent vers la zone d’occupation leur étant destinée. Les autorités militaires britanniques reçoivent ainsi dans leur zone plus d’un million d’expulsés en appelant l’opération « Hirondelle », mais en décembre 1945 elles refusent la poursuite de l’accueil et les trains s’arrêtent dorénavant dans la zone soviétique.
Lorsque les Allemands quittent la ville, les « rapatriés » polonais arrivent dans les mêmes conditions à la recherche d’une nouvelle vie. Ils sont aussi marqués par le sort tragique des populations civiles déplacées. Ils venaient de l’Est de la Pologne devenu l'Ukraine, des régions annexées par les Soviétiques à la suite des accords Ribbentrop-Molotov, soumises aux confiscations, collectivisation, nationalisations, déportations au Kazakhstan ou en Sibérie et russification. Haïs de leurs voisins ukrainiens, biélorusses ou lituaniens car présentés comme seigneurs ou laquais de ces derniers par la propagande communiste, alors que la majorité était constituée de paysans, ils ont vécu aussi l’occupation allemande. La Galicie orientale - District de Lemberg avait été rattachée par les nazis au Gouvernement général de 1941 à 1944) et ils ont vu l’extermination de leurs voisins juifs, ont survécu aux massacres en Volhynie commis par les nationalistes ukrainiens. Ces réfugiés polonais ont été de nouveau libérés par les Soviétiques, qui déportent parmi eux ceux qui sont soupçonnés d'avoir fraternisé avec l'ennemi nazi ou ceux qui sont considérés comme ennemis du peuple, c'est-à-dire ennemis des Ukrainiens avant tout.
Ils sont donc expulsés, après avoir prouvé leur nationalité (c’est-à-dire la langue polonaise et l’appartenance à l’Église catholique), après confiscation de leurs biens dans le cadre de l’accord signé entre la Pologne et l’URSS sur le tracé de la frontière orientale (cf. ligne Curzon) et le déplacement de populations.
Alors que le voyage des expulsés allemands durait trois ou quatre jours dans des wagons à bestiaux, celui des « rapatriés » durait trois à quatre semaines dans des conditions similaires. Les habitants de la région de Lwów étaient dirigés vers la Silésie et donc Wrocław. Ils constituent 22 % de la population de la ville en 1947. La ville de Lwów est alors un peu l'équivalent polonais, bien que non détruite, de la Breslau allemande. Le centre universitaire de culture et science et le siège de la plus grande collection de trésors de la littérature et des arts polonais, la fondation Ossoliński, sont transférés à Wrocław. Les professeurs de l’université de Jean Casimir de Léopol qui survivent à la « purification » allemande de 1941 se déplacent en bloc à Wrocław, constituant les cadres fondateurs de l’université polonaise qui ouvre ses portes dès septembre 1945. Les familles des victimes de Katyń après avoir survécu aux déportations en Asie centrale ou Sibérie, considérées par les Soviétiques comme ennemis de classe, ayant perdu leurs maisons à l’Est décident de se fixer en Silésie aussi. Wrocław et la Silésie comme Dantzig, Stettin, la Poméranie et la Prusse-Orientale leur apparaissaient comme « Terre promise », comme d’ailleurs pour les survivants de la Shoah. 150 000 Juifs polonais avaient pu fuir en URSS à quoi s’ajoutent les 80 000 Juifs rescapés de l’extermination dans le Gouvernement Général. Ceux-ci sont également dirigés vers les « Terres recouvrées » par les autorités communistes afin d’éviter une animosité voire la haine des leurs voisins chrétiens d’avant la guerre. Leur déception fut grande : ville détruite alors que Lwów était intact, maisons encore occupées par des Allemands ou par des Polonais qui étaient arrivés les premiers, présence de trafiquants, délinquants (en octobre 1945 les autorités de la ville protestent contre l’arrêt du conseil municipal de Cracovie exigeant « la déportation vers l’Ouest des personnes sans emploi, spéculateurs et délinquants ») et d'autres types d’hommes cherchant le refuge devant l’appareil de répression communiste ou l’aventure dans ce « Far West » (l'expression polonaise est plus parlante encore : "Ouest sauvage") sans loi ni liens sociaux. La majorité des Juifs émigre ensuite en Amérique ou en Israël.
En mars 1946, Wrocław comptait 214 310 habitants : 196 814 Polonais dont environ 20 000 Juifs et 17 496 Allemands. La dernière phase des expulsions se ralentit, car les usines ont besoin de main d’œuvre qualifiée pour fonctionner. La structure sociale se présente alors comme suit :
- paysans sans terre cherchant une ancienne exploitation allemande ;
- jeunes gens, provenant surtout de la Grande Pologne, cherchant du travail dans l’industrie ;
- propriétaires terriens ayant perdu leurs exploitations après la réforme agraire de 1944-1945 ;
- tous ceux qui cherchaient à reconstruire leur vie ;
- les Ukrainiens expulsés des territoires sud-est de la Pologne dans le cadre de l’Action Vistule (Akcja Wisła) ;
- survivants juifs, provenant surtout de l’URSS ;
- dissidents politiques, membres de la résistance non communiste, fuyant la répression ;
- immigrants étrangers ayant reçu l’autorisation de s’y installer ;
- aventuriers, carriéristes, trafiquants.

### Le temps de la reconstruction
La ville commença sa longue reconstruction par… la démolition. En effet après les travaux de déblayage et le début d’une lente tentative de reconstruction la « Direction de reconstruction de Wrocław » (WDO) fut fermée en 1949 et remplacée par l'Entreprise municipale de démolition (MPR). Les directeurs de la WDO furent accusés de favoriser l’initiative privée et la reconstruction des églises et envoyés à Nowa Huta, un nouveau chantier du socialisme. Au lieu de reconstruire la ville on commença à la détruire de manière cynique et calculée. Le but était d’envoyer le plus grand nombre de briques entières à Varsovie dans le cadre de l'action "Toute la Nation reconstruit sa capitale". On n’utilisa pas à cet effet des montagnes de gravats ou de pans de murs écroulés mais des immeubles debout et qui pouvaient être adaptés rapidement à l’habitat comme ceux de tout un quartier à l'ouest de la Bismarckplatz (qui resta un champ de gravats aplani jusqu’à la fin des années 1960). Pire on n’hésita pas à démolir la Porte de Włast en style Renaissance, près de la place au Sel (Plac Solny), suivie du bâtiment de la Poste Centrale et des villas datant de l’entre-deux-guerres des faubourgs résidentiels. En 1949 on « produisit » 140 millions de briques et en 1951 – 165 millions. Pendant que la Vieille-Ville de Varsovie se relevait de ses décombres sa sœur vratislavienne restait en ruines. Wrocław, malgré la présence des tramways dont une partie fut également offerte à Varsovie et des bus, les nouveaux arrivèrent seulement en 1954, présentait un aspect villageois de par ses habitants d’origine paysanne mais aussi par la présence des cochons et des chèvres élevés dans les caves ou sur les terrasses, des pommes de terre cultivées dans les jardins aménagés sur les ruines. La vie culturelle qui commença avec beaucoup d’enthousiasme dès l’été 1945 finit par s’estomper et tarir, remplacée par la propagande stalinienne qui débuta ouvertement en 1949 et dura jusqu’en juin 1956.
C’est dans un but de propagande que les autorités organisèrent de juillet à septembre 1948 dans la Jahrhunderthalle, rebaptisée en halle du Peuple (pol. Hala Ludowa), une exposition sur les « Terres recouvrées » (élément de propagande communiste afin de consoler la population de la perte des territoires à l'Est). Durant son déroulement se tint également du 25 au 28 août le "Congrès international des intellectuels" pour la défense de la paix. S'y présentèrent des sommités comme Irène Joliot-Curie, Graham Greene, Pablo Picasso, Ilya Ehrenbourg, Mikhaïl Cholokhov, Salvatore Quasimodo, Bertolt Brecht, Harold Ould, Jorge Amado, Kingsley Martin (en) et Julian Huxley mais l'ambiance était irritante par l'omniprésence des agents NKVD, la lettre d'Albert Einstein fut censurée et l'art occidental attaqué par l'académicien soviétique Alexandre Fadeïev qui traita la création de « Miller, Eliot, Malraux et autres Sartre » d'art de « chacals et hyènes ». La consternation fut grande, les hôtes polonais gênés, Huxley partit et le seul, qui protesta par un discours dénonciateur de la politique soviétique, fut l'historien britannique A.J.P. Taylor. Il refusa avec quelques-uns à signer la déclaration finale commune condamnant le "camp impérialiste ».
En septembre la ville fut l’hôte du « Congrès universel des historiens » où le ministre polonais de l’Éducation nationale informa les 600 délégués qu’il était « nécessaire de créer une école historique marxiste ». Ils entendirent aussi que les dirigeants de la Pologne de l’après guerre étaient les « héritiers des Piast » alors que les villains Jagellon ne s’intéressèrent qu’aux territoires de l’Est.
Le processus d’unification des « forces progressistes » était en marche : de différentes organisations de jeunesse fondèrent l'Union de la jeunesse polonaise (communiste) à Wrocław lors du congrès du 22 juillet 1948, les socialistes du PPS furent avalés en décembre à Varsovie alors que, lors de leur XXVIIe Congrès à Wrocław un an plus tôt, les 1 300 délégués avaient exprimé la différence politique par rapport aux communistes du PPR.
Pendant que les purges personnelles se poursuivaient les organes de presse subissaient le même sort unificateur. La Gazeta Robotnicza (Gazette ouvrière) en est un bon exemple de cette évolution. Son nouveau premier numéro du 16 décembre 1948 annonçait « la joie et l’enthousiasme » des débats du Congrès unificateur à Varsovie et une semaine plus tard : « Tout le prolétariat de Wrocław a présenté ses vœux à Joseph Staline, protecteur des masses laborieuses du monde ».
La période stalinienne (1949-1956) est associée à la répression politique (qui avait commencé dès 1947), à la destruction de toute trace de la présence allemande, à la censure, à la propagande omniprésente et finalement à un certain marasme culturel et économique. Le Comité de Voïévodie du POUP était le centre décisionnel qui, tout en recevant les ordres de Varsovie, disposait de postes-clés dans les rouages administratifs, économiques, syndicales, culturels et même ecclésiastiques. Sa dictature se maintint au-delà de cette période, les cadres du parti s’étant « renouvelés », il sévit avec plus de douceur jusqu’à la chute du communisme en septembre 1989.
En effet le poste du « président » de la ville fut supprimé, et Władysław Matwin, - un communiste professionnel -, nommé premier secrétaire local du parti. Remplacé au fur et à mesure de l’évolution du Comité central à Varsovie par d’autres communistes convaincus, il y revint, après un court passage à la Trybuna Ludu (organe central du POUP), pour la période de 1957-1963.
Les prisons se remplirent de « politiques », arrêtés grâce aux dénonciateurs et collaborateurs silencieux des Services de Sécurité (SB), accusés par les procurateurs civils de « crimes fascistes et hitlériens » ou d’être des « spéculateurs » et « saboteurs ». Les militaires « s’occupèrent » de résistants non communistes (AK) durant la guerre, venus se réfugier dans le « Far West » polonais. Ne furent pas épargnés les fonctionnaires du nouveau pouvoir : 1 400 agents de la MO (police communiste) et des SB furent arrêtés et condamnés au nom de la « loi populaire. » Certains mouraient en cellule dans les conditions inexplicables, d’autres disparaissaient ou se suicidaient. Ceux qui arrivaient au procès « recevaient les travaux, la perpétuité ou la peine capitale ». Les quartiers spéciaux (81a et 120) dans le cimetière d’Osobowice attendaient les corps des exécutés.
L’Église catholique fut victime de tracasseries, de manifestations anti-cléricales dans les usines. En 1951 l’administrateur du Vatican, père Milik, fut démis de sa fonction, remplacé par un successeur « vérifié » politiquement. Le premier évêque de l’après-guerre, Bolesław Kominek, fut sacré, trois ans seulement après l’inauguration de la cathédrale restaurée, en 1954. Il dut attendre encore deux ans pour prendre son évêché.
Breslau allemand devait être oublié, enfoui sous la terre, effacé de la mémoire. Ainsi le secrétaire du parti ordonna de brûler toute la collection de la presse allemande de la Bibliothèque universitaire. Il en fut récompensé en devenant ministre de la culture de la République populaire de Pologne. Les cimetières furent l’objet des « soins particuliers » : les pierres tombales détruites ou enlevées pour d’autres usages ; certains transformés en parcs (rue Grabiszynska) ou destinés à la construction des logements (rue Legnicka). Les monuments avaient été déjà déboulonnés et détruits ou fondus (ceux de Guillaume Ier, Bismarck, Frédéric le Grand) en 1945, leur piédestal resta vide ou surmonté d’une statue importée comme celle de l’auteur de comédies, Alexandre Fredro, originaire de Lwów mais qui dut attendre, cachée afin de ne pas réveiller les sentiments pour les territoires perdus, l’année 1956, pour être posée devant l’hôtel de ville. Le Panorama Racławicka patienta jusqu’à l’année 1985.
La propagande exigeait des héros socialistes dans le cadre du Plan de Reconstruction de Six Ans. Les manifestations du 1er mai et du 7 novembre (révolution bolchevique) mobilisaient des milliers d’habitants qui à cette occasion pouvaient s’approvisionner en produits rares voire introuvables dans les magasins d’État, dans les camions amenés spécialement afin d’attirer les foules. Par ailleurs les raisons d’absence étaient scrupuleusement vérifiées sur le lieu du travail. L’université, qui tentait de reprendre les traditions de sa prestigieuse aïeule, fut soumise à la pression du matérialisme marxiste et du réalisme socialiste et éclatée en 1951 donnant naissance à de nombreuses écoles supérieures de la ville. Quelques théâtres ouverts depuis 1945-49 attiraient le public mais à partir de 1949 la représentation d’une pièce « osée » relevait d’un acte de courage. Le théâtre juif d’Ida Kaminska disposait de manière paradoxale d’une plus grande marge de manœuvre et d’un meilleur patronat. Les autres « ne risquaient rien » en présentant le répertoire classique dans une mise en scène « classique ». Beaucoup d’artistes choisirent le silence, d’autres quittèrent la ville, n’acceptant pas le culte du chef polonais (Bierut) ou soviétique. « Les jeudis littéraires » cessèrent leur activité en 1949, les « Cahiers vratislaviens » en 1952. Les rues déjà polonisées changèrent de nom : deux grandes artères l’une est-ouest, l’autre nord-sud reçurent respectivement le nom de Staline et de Stalingrad. C’est seulement en 1953 que fut prise la décision de la reconstruction complète des places centrales (Rynek et place au Sel) et de la rue de Stalingrad (Swidnicka) qui, après la destruction de quelques immeubles restés debout dont celui de l’angle avec la place du marché (bâtiment de la poste aujourd’hui), reçut finalement une architecture du réalisme socialiste. C’est dans ce style marqué par une certaine théâtralité de façade que l’on construisit également les bâtiments de la Polytechnique, séparée depuis peu de l’université, et des logements autour de la place Kościuszko (KDM) à l’image du MDM varsovien.

### Le dégel de 1956 et les années de croissance
Le 23 octobre polonais fut reçu à Wrocław par des manifestations dans les rues et les entreprises d’État. On exigeait le retour de Wilno et Lwów, des explications sur l’extermination de Katyń, la libération du cardinal Wyszyński, le départ des Russes des postes-clés dans l’appareil de l’État (par ex. du ministre de la Défense, maréchal Rokossovsky ou du commandant en chef de la Région militaire de Silésie), on proclamait la solidarité avec les Hongrois combattant l’envahisseur russe. Les manifestants arrachèrent les plaques de la rue Staline pour y écrire « rue des Héros hongrois », re-rebaptisée plus tard par les autorités en rue de l’Union nationale. Le retour au pouvoir de Gomułka était considéré comme symbole de l’espoir qui fut vite déçu. Néanmoins on procéda à la purge des éléments trop staliniens et au renvoi des « conseillers militaires » : le responsable de la désastreuse collectivisation devenu en récompense le chef de la Basse Silésie, H. Chełchowski retourna à Varsovie et le général russe S.Gorokhov repeint en Polonais, Popławski, citoyen d’honneur de la ville et député à la Diète fut renvoyé à Moscou, après avoir écrasé dans le sang la révolte ouvrière de Poznań en juin 1956.
La ville, qui comptait déjà 400 000 habitants et dont la croissance fut double par rapport à la moyenne nationale entre 1957-1962, nécessitait des logements. En juillet 1956 on avait voté le « Plan national de la reconstruction de Wrocław » c’est-à-dire 11 ans après la fin de la guerre alors que la vieille ville de Varsovie commençait à se couvrir de patine de sa fraîche vieillesse. L’ambassadeur britannique en poste dans la capitale qui s’était déplacé à Wrocław peu de temps après les événements qualifiait la ville de « pitoyable et déprimante » où régnait « une atmosphère générale d’apathie, de saleté et d’abandon ». Selon lui la « jeunesse polonaise était déracinée et démoralisée en principe », « décidément anti-russe et amorale » et qui réagissait « avec une allergie à la phraséologie communiste ».
Les chantiers de construction apparurent dans quelques endroits et de petits ensembles de logements surgirent des ruines : des blocs de 4 étages le long des rues Teatralna, Kołłątaja et Małachowskiego, autour de la place PKWN (aujourd’hui des Légions) puis autour de la place du Nouveau Marché et à Gajowice (un faubourg du Sud). Le vieux pont détruit de Lessing fut remplacé par le moderne pont de la Paix. Dans le cadre du programme de 1000 écoles pour le millénaire de l’État polonais on construisit 50 établissements pour la jeunesse de la ville la plus jeune du pays. L’introduction de nouvelles technologies (« grande dalle ») permit l’accélération de la construction et l’augmentation de la hauteur des immeubles mais avec les années de quasi-autarcie du régime de Gomulka finissant la superficie se réduisait comme peau de chagrin (7 m² par personne) et les cuisines perdaient le droit à la fenêtre extérieure (cf. les tours de 10 étages, côté sud de la rue Legnicka, du faubourg Saint-Nicolas, à l’ouest de la fosse municipale).
À la fin des années 1950 la vie culturelle reprit de plein fouet, peut-être en réaction au marasme de l’époque précédente, et fit connaître la ville dans le monde de manière peu évidente. Wrocław n’avait pas sa propre école de cinéma mais pouvait proposer beaucoup d’espace et de décor de ruines pour les scènes de films de guerre. Les « unités de production » se fixèrent sur les terrains de la Hala Ludowa (Jahrhunderthalle) dans les Studios créés déjà en 1954 (les Vratislaviens parlent de « notre Hollywood »). Presque tous les grands cinéastes polonais venaient filmer ici : Wojciech Has, Kazimierz Kutz et Andrzej Wajda tournèrent ici en formant avec d’autres l’École de Cinéma polonaise (1957-1962). Roman Polanski y réalisa son premier long métrage.
En 1956 Henryk Tomaszewski ouvrit son "Teatr Pantomimy" dont le programme ne correspondait pas aux exigences du parti et dont les interprétations originales de sujets classiques étaient impossibles à situer dans un contexte (politique) particulier.
Dès 1958 la vie culturelle polonaise est animée par les théâtres d'étudiant. Le vratislavien "Kalambur" par ses scénographies et mises en scène avant-gardistes devint un parmi les plus connus du pays. La ville a lancé son "Festival du théâtre d'étudiant" ainsi que les "Rencontres internationales du théâtre ouvert".
Après 1956, dans cette ambiance de dégel politique de nombreux Breslauers exilés reviennent revoir leur maison ou leur école. Alois Drost est un des premiers. Photographe, il laisse une série de prises correspondant à celles d’il y a 20 ans, pendant la guerre. Henry Kamm, correspondant particulier de « New York Times » s’y rend plusieurs fois et observe la vie d’une nouvelle ville avec étonnement. En 1973 il s’occupe de maigres traces de la présence juive et constate de nombreuses inscriptions antisémites, conséquence de la campagne orchestrée par le parti 5 ans plus tôt. Les Allemands de l’Ouest émettent en général le même commentaire de mépris dans les années 1960 en voyant encore les charrettes tirées par les chevaux, les débris laissés encore dans le centre-ville, la survivance du marché noir ou l’état des cimetières : « typische Ostpolen ». Günter Anders, philosophe et militant anti-nucléaire, est frappé en 1966 par cet inquiétant syncrétisme du déjà vu oriental et quelque chose de profondément étranger. Peter Schumann, metteur en scène américain constate la même étrangeté et la difficulté de retrouver le chemin de l’enfance.
Les années 1960 furent synonyme de la modernisation et de la diversification de l’économie de la ville. Le PaFaWag (ex-Linke Hoffmann), le principal employeur de la ville, commença la fabrication de locomotives électriques, le Dolmel se spécialisa dans la production de générateurs pour l’étranger. Des produits de consommation courante apparurent sur le marché : motocycles, frigidaires et lave-linge des marques comme Predom et Polar. Les bus « Jelcz » fabriqués sous licence tchécoslovaque « Karosa » sortirent des usines « Berthawerk » de Krupp à Laskowice, près de Wrocław pour circuler dans la ville à partir de 1954. Les rouleaux compresseurs de Fadroma devinrent une mondiale d’exportation polonaise alors que l’entreprise Elwro entamait en collaboration avec la Polytechnique une lancée de l’industrie électronique polonaise. Le chantier naval mettait à flot les premières péniches qui allaient constituer une flotte fluviale en liaison avec la RDA. Au début des années 1970 Wrocław produisait 2,8 % du PIB national donc deux fois plus que la part de sa population dans le pays. À la fin de cette époque le nombre d’habitants atteignit 600 000. La ville cessa d’être le « Far West » polonais.
En 1963 une épidémie de variole se répandit dans la ville et les autorités décidèrent de restreindre au maximum les contacts entre les habitants et avec l'extérieur.
En 1964 s'est ouvert le premier festival "Jazz nad Odrą" (Jazz sur l’Oder).
En 1965 a eu lieu l'inauguration du plus célèbre événement culturel de la ville - le Festival international de musique d'oratorio et de cantate "Wratislavia Cantans".
En 1965 Jerzy Grotowski, invité par le conseil municipal de Wrocław, transféra d'Opole (Oppeln) son "Teatr Laboratorium" qui ferma son activité en 1984 alors que son créateur s’exila aux États-Unis puis en Italie.
Cette effervescence culturelle en fit une ville attirante pour d’autres créateurs. En 1968 Tadeusz Różewicz, poète, dramaturge et nouvelliste, aménagea à Wrocław et en devint la personnalité la plus connue. Le festival des Arts contemporains polonais et celui des « Théâtres d’un seul acteur » élurent la ville aussi.
Le Mars 1968 qui débuta à Varsovie fut à l’origine du mouvement massif de protestation de la jeunesse. On réclamait la démocratie, la suppression de la censure, l’arrêt de la propagande antisémite et enfin la condamnation des coupables des interventions brutales de la milice. Les manifestations débutèrent le 12 pour se transformer en grève générale le 14. La réaction du pouvoir fut l’arrestation de 60 personnes soutenant le mouvement puis celle des étudiants. Le renvoi des quelques professeurs d’origine juive ainsi que de 82 étudiants de la Polytechnique ayant osé porter la pancarte « la presse ment » lors de la manifestation du 1er mai précédèrent la fermeture du théâtre juif et le départ des derniers Juifs de la ville durant l’été 1968. C’est pendant cet été que les pays frères liquidèrent le Printemps de Prague. La nuit de l'intervention les fenêtres de la ville vibraient du poids sur les pavés des chenilles de tanks se dirigeant vers le sud. En septembre 1969 les armées du Pacte de Varsovie défilèrent à Wrocław pour marquer la fin de leurs manœuvres appelées « Oder-Neisse 69 » devant le chef du Pacte, maréchal soviétique Ivan Iakoubovski. Les discours des apparatchiks au stade olympique rappelèrent la sauvegarde de la paix grâce à l’intervention courageuse contre ses ennemis de l’OTAN l’année précédente et annoncèrent « le temps du système de sécurité paneuropéen ».
Les événements de décembre 1970 sur la côte baltique firent arriver au pouvoir une nouvelle équipe dirigée par Edward Gierek qui lança la Pologne sur la voie du rattrapage économique et d’ouverture à l’Ouest en promettant la naissance d’un tigre économique.

### La décennie 1970-1980 et la naissance de Solidarność
Un certain bien être se glissa dans les esprits et corps des Vratislaviens au début de la période. On vivait au-dessus des moyens grâce aux crédits contractés par la nouvelle équipe dirigeante. Cette aisance des employés et la possibilité de voyager, non seulement dans les pays frères et en particulier en Roumanie et Bulgarie devenues les « Côtes d’Azur » polonaises mais aussi à l’Ouest, apparaît encore aujourd’hui aux yeux des plus âgés comme un « paradis perdu ».
De grands ensembles de logement collectif naissent dans les faubourgs proches du centre et au fur et à mesure de la croissance urbaine des cités-dortoirs éloignées. On remplit aussi le grand trou laissé par les Allemands au moment de la construction de la piste d’atterrissage du Festung Breslau. La ville rattrape le retard et répond à la demande des couples en attente depuis longtemps d’un logement dans un « bloc », perçu comme un rêve. On importe de l’Urss la technologie (préfabrication) de « fabriques de maisons » qui permet de « monter une pièce » au sol pour ensuite la hisser à l’étage en construction. L’exécution trop rapide et peu soignée posera des problèmes de maintenance et de longévité. Ces grands ensembles périphériques sont construits sans infrastructure ni routes goudronnées et moyens de transport rapides ce qui renforça l’absence de liens entre les différents quartiers et ces derniers et le centre-ville. Certains travaux d’aménagement d’axes de communication commandés par le comité local du parti n’hésitèrent pas à détruire des immeubles fraichement restaurés (rues Kazimierza Wielkiego et Ruska)alors que les squelettes des maisons historiques incendiées à deux pas de la place du marché de la Vieille-Ville restaient « intacts » depuis 1945 (rue Kiełbaśnicza entre la place au Sel et l’église Sainte-Élisabeth).
Durant cette décennie Wrocław cessa d’être la capitale de la Basse Silésie au nom du nouveau découpage administratif (1975) dont le modèle était la France avec ses départements. Ainsi on réduisit la taille de voïvodies en en créant 49 au lieu de 17. Deux ans plus tôt on recréa le poste du « président » de la ville mais elle perdit son statut de ville-voïévodie détachée du reste du territoire provincial. Par ce biais le premier secrétaire du parti devint aussi le président du conseil municipal et de voïévodie concentrant de fait les pouvoirs législatifs et exécutifs locaux.
En juin 1976, à la suite des événements de Radom et d'Ursus les entreprises vratislaviennes firent la grève afin de protester contre la hausse de prix de viande et de sucre. Les actions d’intimidation lancée par le parti n’eurent guère d’effets car une opposition démocratique et bien organisée était en train de naître dans le pays (KOR). Le Comité de défense des ouvriers fut le modèle à la création du Comité de solidarité d’étudiants qui entamait dans les institutions d’enseignement supérieur le travail de base de type : débats libres, université volante (où on pouvait découvrir la vraie histoire de Pologne de l’après-guerre, non censurée car clandestine), publications clandestines etc.
Wrocław répondit à l’appel des grévistes de la côte baltique en août 1980. Mieux la ville connut de petites grèves déjà en juillet en protestation contre les étagères vides et la hausse de prix que l’on n’avait pas vue depuis « la bataille pour le commerce » de 1947. Les ouvriers vratislaviens lancèrent la grève de solidarité avec les ouvriers de la côte le 26 août. C’est le dépôt de trams no. VII, rue Grabiszyńska, qui donna le ton et ses employés ne la cessèrent qu’à la signature de l'accord de Gdańsk le 31 août 1980. En trois jours les comités de soutien se créèrent partout et 80 entreprises étaient en grève lors de la signature. C’est sur la proposition du délégué de Wrocław, l’historien Henryk Modzelewski, que le congrès du syndicat libre naissant décida de prendre le nom de Solidarność le 17 septembre. Durant 16 mois de son activité légale, Wrocław était un des bastions parmi les plus importants du syndicat qui unissait les ouvriers et les intellectuels dans le combat pour la liberté et le socialisme à visage humain. 250 000 inscrits dans la ville de 600 000 habitants, 86 % des employés et un tiers de l’appareil du parti ce qui paralysa le pouvoir local. Les leaders locaux devinrent les personnalités clés dans les instances dirigeantes du syndicat comme Władysław Frasyniuk qui sera après le coup d’État de Jaruzelski l’homme le plus recherché du pays. Les limites de l’acceptable par les autorités communistes furent marquées en octobre 1981, à la suite du référendum organisé dans l’entreprise « Fadroma » portant sur les élections libres et l’élimination de la Constitution de la notion sur le « rôle dirigeant du parti ». Le chef local de Solidarność fut arrêté aussitôt l’appel national lancé à la face du pays et du monde.
Le 13 décembre 1981, à l’aube c’étaient les tanks qui sortirent des casernes à la place des tramways des dépôts. 400 militants furent « internés », les forces spéciales du régime (ZOMO) dévastèrent le siège régional du syndicat de la Basse-Silésie, le général Jaruzelski proclama l’« état de guerre ». Pendant trois jours les soldats brisèrent les portes des entreprises occupées et les miliciens matraquèrent les ouvriers. À la Polytechnique un homme fut la victime mortelle de tels agissements. La neige couvrit les rues, il faisait froid mais Frasyniuk et ses compagnons réussirent à s’échapper et commencèrent à organiser la résistance avec le slogan « votre hiver, notre printemps ». En Allemagne fédérale Solidarność jouissait d’un grand prestige et de façon spontanée les villes allemandes choisirent les villes polonaises comme partenaires et protégées, les écoles allemandes prirent soin des écoles polonaises, les paroisses envoyèrent des dons aux églises polonaises. Des convois de nourriture et de vêtements parvenaient aux centres d’aide en Pologne. La ville de Dortmund devint ainsi la partenaire de Wrocław. Cette aide généreuse et spontanée contribuait à la réconciliation germano-polonaise.
Les années 1982-1989 furent une époque de confrontation entre « nous » et « eux » dans la tête des gens mais aussi dans la rue. La « Solidarność combattante » se fit manifester au moyen des affiches et brochures clandestines. Les lieux de rassemblements illégaux réprimés violemment reçurent des noms adéquats : place de Perec - « Gaz-Platz » et rue Grabiszynska – « ZOMO-Strasse ».
En 1983, Wrocław accueillit lors de son deuxième pèlerinage en Pologne le pape Jean-Paul II qui dit la messe à l'hippodrome de Partynice devant 700 000 fidèles. En 1985 eut lieu l'inauguration du Panorama Racławicka, amené de Lwów (Lviv aujourd'hui) dès 1946 et gardé dans les caves du musée local pour des raisons politiques. En 1987 commença son activité la « Pomarańczowa Alternatywa » (l'alternative orange)organisée et dirigée par un étudiant d'histoire de l'art, Waldemar Fydrych – dit le « Major », auteur du Manifeste du surréalisme socialiste. Le but en était de ridiculiser le régime par des actions de rue. Ainsi son premier happening illégal au centre de la Vieille-Ville se transforma en manifestation de jeunes déguisés en nains et faisant un vacarme avec des casseroles. Lors d'un autre les assistants du « Major » distribuaient des coupures du produit le plus recherché dans le pays : le papier hygiénique et le jour de la « Fête de l'Armée polonaise » on organisa une marche de maquettes qui débutait par celle de toile en forme de tank avec une inscription « Hitler kaputt » suivie de celle représentant le « cuirassé Potemkine », et qui se terminait par un groupe imitant l'attaque contre le palais d'hiver avec le slogan « Pacte de Varsovie - avant-garde de la paix ». Les postes de milice se remplirent de « marins russes » et de « cosaques de l'armée rouge ». À la Saint-Nicolas la ville vécut une invasion de « pères Noël », le Jour de l'Enfant des milliers de personnes apparurent habillées en lange. Les forces de l’ordre, désorientées, désemparées, ne savaient pas comment réagir. La fin du régime ne tarda pas. Le 1er mai 1988 eurent lieu les derniers affrontements entre les sympathisants du syndicat dé légalisé et les forces de l’ordre. Les négociations de la « Table ronde » allaient être entamées le 6 février 1989 entre les représentants du pouvoir, de l’opposition et de l’Église catholique.

### La fin du communisme
Les élections parlementaires dans la ville se transformèrent en partie d’échecs entre la nomenklatura du POUP et l’opposition du WKO (Comité citoyen de Wrocław). Tous les mandats « libres » furent conquis par l’opposition et ce dès le premier tour. Certains des députés élus étaient recherchés, encore peu de temps avant, par la milice alors que les postes de sénateur de la Basse Silésie revenaient au doyen de la faculté des mathématiques, Roman Duda, démissionné par le pouvoir et à l’historien et syndicaliste, Karol Modzelewski. C’est ce parlement issu des négociations et des élections semi-libres qui allait désigner en septembre 1989, deux mois avant la chute du mur berlinois, pour la première fois dans le bloc communiste, un Premier ministre non communiste : Tadeusz Mazowiecki et exiger l’élection totalement libre, au suffrage universel, du président de la République, chose qui allait se réaliser en novembre 1990 avec le choix de Lech Wałęsa.
Six mois plus tôt eurent lieu les élections locales libres qui permirent, entre autres, la formation d’un conseil municipal composé de 70 personnes dont 67 élus par l’opposition démocratique qui n’eut pas de mal à désigner le maire (président) de Wrocław : Bogdan Zdrojewski. Ce dernier en acceptant son poste déclara que l’état de la ville était « tragique ». À l’image des événements de Varsovie les membres du POUP quittèrent le navire comme les rats et laissèrent la « Maison du parti » à l’université en janvier 1991. Le maire allait avoir les mains libres enfin. Or les problèmes étaient nombreux et la situation urgente. Une des premières étapes de la nouvelle gouvernance était la régularisation juridique des biens communaux et leur partielle privatisation. Le conseil municipal vota le retour de la ville au blason accordé par Charles Quint en 1530 et le changement de noms de rue et de place à évocation visiblement communiste. Ainsi la place de Dzerjinski (Dzierżyński en polonais) retrouva son nom historique de la place des Dominicains.
Wrocław tout en étant une ville industrielle a pu entreprendre plus facilement les transformations profondes au niveau économique par l’absence des éléments de la « construction du socialisme » dont le résultat fut : de grands ensembles de production de l’industrie lourde. Au contraire la ville disposait d’une gamme d ‘entreprises relativement modernes qui pouvaient compter sur une évolution croissante rapide. Mais le capital le plus précieux sur lequel elle pouvait s’appuyer, était sa population, jeune, dynamique et qualifiée qui ne fut pas « dénaturée » par l’ancien régime. Sa situation géographique constituait un atout supplémentaire, proche de l’Allemagne réunifiée et de la République tchèque dynamique.
Le grand incendie du théâtre Polski en janvier 1994 fait de très importants dégâts, sa reconstruction et sa modernisation aura duré deux ans.
Le congrès eucharistique entre mai et juin 1997 fut l'occasion d'une nouvelle visite du pape à Wrocław. Cette fois-ci, le congrès tient place non loin du centre ville sur la place au croisement des rues Powstańców Śląskich et Gwiaździsta.
En juillet 1997, la ville vit la plus importante inondation de son histoire. De nombreux quartiers et entreprises sont envahis par les eaux, de nombreux bâtiments subissent d'importants dommages, et, à un degré important, sont détruites les installations hydrauliques. La ville est durant un long moment dépourvue d'eau potable et même partiellement coupée de courant. Grâce à l'héroïsme de ses habitants on a pu préserver des eaux les plus importants monuments de la cité (l'hôtel de ville, Ostrów Tumski et sa cathédrale, gare centrale) et sauver de nombreux et inestimables mobiliers et documents. Malheureusement beaucoup de bâtiments ont souffert de l'intrusion de l'eau dans leurs caves comme les archives de la Bibliothèque municipale, celles de la ville et des tribunaux. Les moyens de transport urbain - autobus et tramways - ont été déplacés sur des terrains non inondables, mais de nombreuses voitures particulières garées dans les rues inondées n'étaient plus en état de marche.

### XXIesiècle
La vieille ville est presque complètement restaurée, ses monuments préservés. La capitale silésienne est une ville européenne où se côtoient les styles architecturaux en relation avec les aires politiques et culturelles auxquelles fut associée son histoire. Le style gothique de Wrocław est typiquement silésien, son style baroque lui vient de l'époque des Habsbourg d'Autriche (Fischer von Erlach, Ch. Tausch), et Wrocław possède encore de très nombreux édifices bâtis par les modernistes allemands, comme Hans Poelzig ou Max Berg. La halle du Centenaire (all. Jahrhunderthalle - pol. Hala Stulecia) de Berg en est un bon exemple parmi les plus importants.